# Telč
Telč este un oraș situat în partea de sud a Cehiei, în regiunea Vysočina. La recensământul din 2001 avea o populație de 6.053 de locuitori.
Centrul istoric vechi, alcătuit din case construite în secolele XVI-XVII în stilurile renascentist și baroc, a fost înscris în anul 1992 pe lista patrimoniului cultural mondial UNESCO.